# Deinacrida rugosa
Deinacrida rugosa är en insektsart som beskrevs av Walter Buller 1871. Deinacrida rugosa ingår i släktet Deinacrida och familjen Anostostomatidae. Inga underarter finns listade i Catalogue of Life.
Arten är endast känd från Nya Zeeland. IUCN listar arten som sårbar (VU).

## Bildgalleri

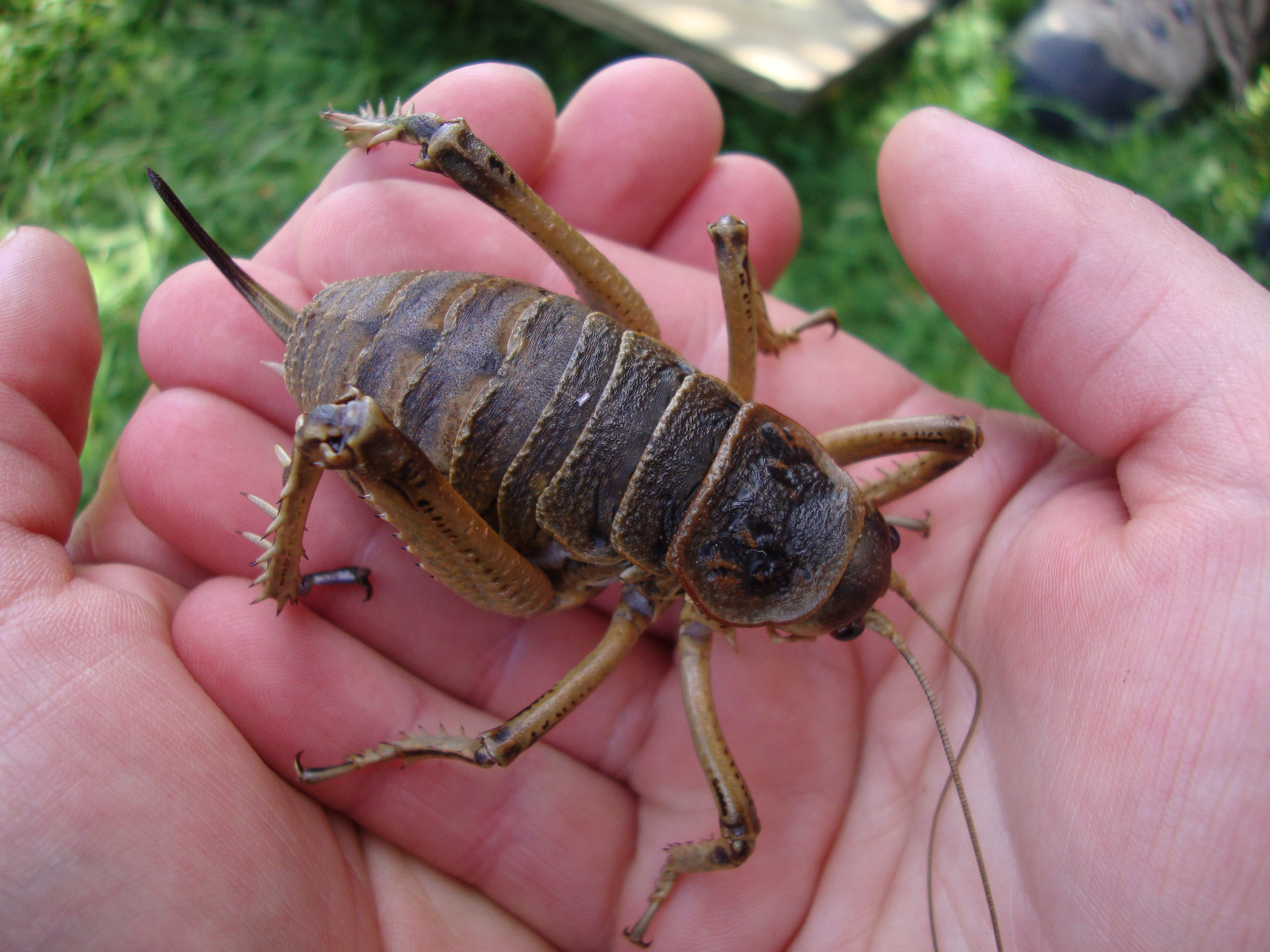